# 贝尔纳德·武卡斯
贝尔纳德·武卡斯（1927年5月1日—1983年4月4日），克罗地亚男子足球运动员。他曾代表南斯拉夫国奥队参加1948年和1952年夏季奥林匹克运动会足球比赛，获得二枚银牌。